# Haemaphysalis nepalensis
Haemaphysalis nepalensis este o specie de căpușe din genul Haemaphysalis, familia Ixodidae, descrisă de Harry Hoogstraal în anul 1962. Conform Catalogue of Life specia Haemaphysalis nepalensis nu are subspecii cunoscute.